# 相似鈎腕魷
相似鈎腕魷（学名：Abralia similis）为武裝魷科鈎腕魷屬下的一个种。